# مانويل مونتيرو
مانويل مونتيرو (بالإسبانية: Manuel Montero)‏ هو لاعب اتحاد الرغبي أرجنتيني، ولد في 20 نوفمبر 1991 في بوينس آيرس في الأرجنتين.

## وصلات خارجية
- مانويل مونتيرو على موقع سلسلة سباعيات الرغبي العالمية - رجال (الإنجليزية)
- مانويل مونتيرو عل موقع إسبنسكروم (الإنجليزية)
- مانويل مونتيرو على موقع ItsRugby.co.uk (الإنجليزية)